# Payena selangorica
Payena selangorica är en tvåhjärtbladig växtart som beskrevs av George King och James Sykes Gamble.
Payena selangorica ingår i släktet Payena och familjen Sapotaceae. Inga underarter finns listade i Catalogue of Life.